# Takahiro Yamamoto
Takahiro Yamamoto (jap. 山本隆弘 Yamamoto Takahiro; ur. 12 lipca 1978 w Tottori) - siatkarz reprezentacji Japonii, był jednym z kluczowych graczy w zespole Japonii w 2000 r. Yamamoto gra jako skrzydłowy atakujący.

## Osiągnięcia indywidualne
- Najbardziej wartościowy zawodnik Pucharu Świata 2003
- Najlepiej punktujący zawodnik Pucharu Świata 1999